# Faux-mars
Thaleropis ionia
Genre
Espèce
Le Faux-mars (Thaleropis ionia) est une espèce de lépidoptères (papillons) de la famille des Nymphalidae et de la sous-famille des Apaturinae. Elle est l'unique représentante du genre monotypique Thaleropis.

## Noms vernaculaires
- En français : le Faux-mars[réf. souhaitée].
- En anglais : Ionian Emperor[1]
- En turc : Anadolu Şehzadesi[1]

## Description
L'imago de Thaleropis ionia est un papillon de taille moyenne. 
Le dessus des ailes est brun-noir largement envahi de bandes orangées, à reflets violets chez le mâle, tandis que le revers des ailes présente une alternance de dessins bruns et ocres.
Le Faux-mars ressemble au Mars danubien (Apatura metis), dont il se distingue notamment par la présence de taches postdiscales blanches dans les espaces 3 à 5 sur les deux faces des ailes antérieures.

## Biologie

### Phénologie
L'espèce produit deux générations par an.
Les papillons sont visibles de juin à septembre. 
Selon certaines sources, la femelle adulte hiverne et pond ses œufs au printemps ; selon d'autres, la chrysalide hiverne.

### Plantes hôtes
Les plantes hôtes sont des micocouliers (Celtis spp.), notamment Celtis tournefortii et Celtis glabrata,. Certains auteurs citent aussi les saules (Salix spp.).

## Distribution et biotopes
L'espèce est présente en Turquie, en Arménie, Azerbaïdjan, dans le Nord-Est de l'Irak et le Nord-Ouest de l'Iran,,,. Concernant l'Europe, un unique mâle a été capturé en Grèce en 1986 sur l'île de Kastellórizo, mais il ne s'agissait apparemment que d'un exemplaire erratique venu de la Turquie voisine.
Les habitats sont les forêts claires, les plaines d'inondation et les bords de cours d'eau, à proximité de micocouliers ou de saules,.
Les femelles restent dans les frondaisons, tandis que les mâles viennent souvent près des flaques d'eau.

## Systématique
L'espèce actuellement appelée Thaleropis ionia a été décrite par Gotthelf Fischer von Waldheim et Eduard Friedrich von Eversmann en 1851, sous le nom initial de Vanessa ionia.
Classée dans la famille des Nymphalidae et la sous-famille des Apaturinae, elle est l'espèce type et unique espèce du genre monotypique Thaleropis, décrit en 1871 par l'entomologiste allemand Otto Staudinger.